# Muldergate-schandaal
Het Muldergate-schandaal of het Informatieschandaal was een Zuid-Afrikaans politiek schandaal waarbij het ministerie van Informatie bij betrokken was. Het schandaal leidde in 1978 en 1979 tot de val van president B.J. Vorster (eerder premier 1966-1978), minister van Informatie Connie Mulder - naar wie het schandaal is vernoemd -, diens staatssecretaris Eschel Rhoodie (eertijds voorlichter op de Zuid-Afrikaanse ambassade in Den Haag), generaal Hendrik van den Bergh - hoofd van het Bureau voor Staatsveiligheid (BOSS) en minister van Financiën en later staatspresident (1975-1978) Nico Diederichs

## Geschiedenis
Vorster, Mulder, Rhoodie en Van den Bergh werden ervan beschuldigd overheidsgelden aan te wenden om een propagandastrijd aan te gaan met de Engelstalige pers van Zuid-Afrika. In 1972 begon in het uiterste geheim het door de bewindslieden voorbereide "Groot Plan." In 1973 werd met overheidsgeld de Engelstalige krant The Citizen gesticht die - in tegenstelling tot andere Engelstalige kranten - overwegend positief berichtte over apartheid. De krant was vanuit overheidsoogpunt een enorm succes omdat zij de anti-regeringsgezinde krant, The Rand Daily Mail, spreekbuis van de liberaalgezinde Engelstalige blanken, van de eerste plaats wist te verdringen als populairste Engelstalige krant. Daarnaast wilden de bewindslieden internationale media omkopen om positief te berichten over het regime in Zuid-Afrika. Men denke dan speciaal aan Amerikaanse en Europese kranten. De Zuid-Afrikaanse regering had in het speciaal haar pijlen gericht op The Washington Star, een Amerikaanse krant. Er waren plannen de krant op te kopen en te gebruiken als propagandaorgaan voor de regering. Uiteraard kon de Zuid-Afrikaanse regering nooit formeel eigenaar van de Star worden, maar in het geheim via een Zwitserse bankrekening. Het lijkt er op dat ook P.W. Botha, de latere president en toenmalig minister, op de hoogte was van de plannen van Vorster c.s., maar zich hiertegen verzette. Onderdeel van het "Groot Plan" was ook om Vorster te doen opvolgen als premier door Mulder. Mulder werd gezien als een conservatieve voorstander van apartheid en hij zou in de ogen van Vorster niet zwichten voor binnenlandse en buitenlandse druk om hervormingen door te voeren.
In de loop van 1977 meldde de Algemene Rekenkamer van Zuid-Afrika onregelmatigheden met overheidsgelden, waarna de rechter Anton Mostert in december 1977 werd aangesteld - door Vorster - om onderzoek te doen naar deze onregelmatigheden. Op 2 oktober 1978 trad Vorster vrij onverwachts af als premier - zogenaamd om gezondheidsredenen. Bij de verkiezing van een nieuwe premier werd niet Mulder, maar Botha tot zijn opvolger gekozen. Op 15 oktober werd Vorster gekozen tot staatspresident van Zuid-Afrika. Op 2 november 1978 gaf Mostert, tegen de wens van minister-president Botha in, ruchtbaarheid aan de zaak, en werd daarom van zijn functie als onderzoeker ontheven. Inmiddels eisten de Afrikaans- en Engelstalige kranten opheldering nadat er artikelen waren gepubliceerd in The Rand Daily Mail omtrent de verduistering van overheidsgelden. Het waren de journalisten Mervyn Rees en Chris Day van die krant die op basis van een anonieme bron over de zaak schreven. Premier Botha stelde een officiële onderzoekscommissie in onder voorzitterschap van de rechter Erasmus ("Erasmus-commissie")

### Rapport commissie-Erasmus: Val van Mulder
Op 5 december maakte de commissie-Erasmus haar bevindingen bekend en constateerde dat Mulder onbekwaam was, maar dat president Vorster en premier Botha geen blaam trof. Het rapport van de commissie werd door de regering aanvaard. Duidelijk werd dat vele miljoenen Z.A. rand aan belastinggeld waren gebruikt door regeringsleden om Engelstalige media te beïnvloeden of op te kopen om het apartheidsbewind en het beleid van de Nasionale Party te etaleren om zo de Engelssprekende blanken ontvankelijk te maken voor de ideologie van de regering. Hoewel van het begin af aan duidelijk werd dat het departement van Voorlichting met voorkennis van Vorster had gehandeld (evenals enkele andere ministers, waaronder de in 1978 overleden president Diederichs die door Vorster in die functie was opgevolgd), waren het toch vooral Mulder - alle pogingen van Die Transvaler om de huid van Mulder te redden ten spijt - en Rhoodie die de schuld kregen. Beide werden uit hun functies ontheven. Op 24 januari 1979 werd Mulder door Botha ook gedwongen om zijn zetel in het parlement neer te leggen. In april werd hij als lid van de NP geschorst.

### Vlucht van Rhoodie
Oud-staatssecretaris Rhoodie ontvluchtte in december 1978 Zuid-Afrika en liet op 5 maart 1979 vanuit zijn schuiloord weten te beschikken over bandopnamen en documenten waaruit bleek welke vooraanstaande figuren allemaal op de hoogte waren van het voorlichtingsschandaal, zoals Vorster, de in 1978 overleden president Diederichs en minister van Financiën Owen Horwood. Een arrestatiebevel werd uitgevaardigd voor Rhoodie en hij werd in juli 1979 aan de Franse Riviera gearresteerd, uitgeleverd en veroordeeld tot een gevangenisstraf, maar in hoger beroep vrijgesproken.

### Val van Vorster
Er verschenen na het eerste rapport van de commissie-Erasmus nog een tweede en een derde rapport. Het bleek nu wel, onder meer na uitlatingen van ex-minister Mulder en van Rhoodie - heel duidelijk dat Vorster niet alleen beschikte over voorkennis, maar ook actief betrokken was bij de affaire. Vorster, door veel Afrikaners gezien als het toonbeeld van onkreukbaarheid en eerlijkheid, een nationalist en voorvechter van apartheid van de eerste orde, zag zich op 4 juni 1979 genoodzaakt om het ambt van staatspresident neer te leggen. Als president werd hij opgevolgd door Marais Viljoen, voorzitter van de Senaat.

### Nasleep
"Muldergate" zorgde voor een versterking van de positie van Botha, die, ontdaan van zijn voornaamste politieke tegenstanders, enkele (naar later bleek belangrijke) hervormingen doorvoerde. Zo kwam er bijvoorbeeld een nieuwe grondwet die voorzag in regeringsdeelname van Kleurlingen en Zuid-Afrikaanse Aziaten en werd de "Kleine Apartheid" (het tot in detail doorgevoerde apartheidsmodel, met gescheiden wc's voor blanken en zwarten en andere gescheiden voorzieningen) geleidelijk afgeschaft. 
Vorster was in 1982 betrokken bij de oprichting van de Konserwatiewe Party van Andries Treurnicht, maar werd geen lid van die partij. Hij overleed in 1983.
Connie Mulder stichtte na zijn verwijdering uit de Nasionale Party de Nasionale Konserwatiewe Party van Suid-Afrika. Alle negen kandidaten bij de parlementsverkiezingen van 1981 werden verslagen, waaronder Mulder zelf. In 1982 sloot hij zich aan bij de Konserwatiewe Party van Treurnicht, voor welke partij hij in 1981 in het parlement werd gekozen. Mulder overleed in 1988.
Rhoodie vestigde zich in de Verenigde Staten van Amerika en deed in 1983 zijn boek The Real Information Scandal verschijnen waarin hij allerlei namen onthulde die bij het Muldergate-schandaal betrokken zouden zijn. Hij overleed in 1993.